# Болото Лютошари
Болóто Лютоша́ри — гідрологічна пам'ятка природи місцевого значення в Україні. Розташована в Калуському районі Івано-Франківської області, на північний схід від села Осмолоди. 
Площа 5 га. Статус надано 1972 року. Перебуває у віданні ДП «Осмолодське лісове господарство» (Осмолодське л-во, кв. 6, вид. 20). 
Навколишня територія становить комплекс підгірного болота, що складається з ділянки, порослої вільхою сірою, та лучної ділянки. Розташована в долині невеликої притоки річки Лімниця. 

## Флора

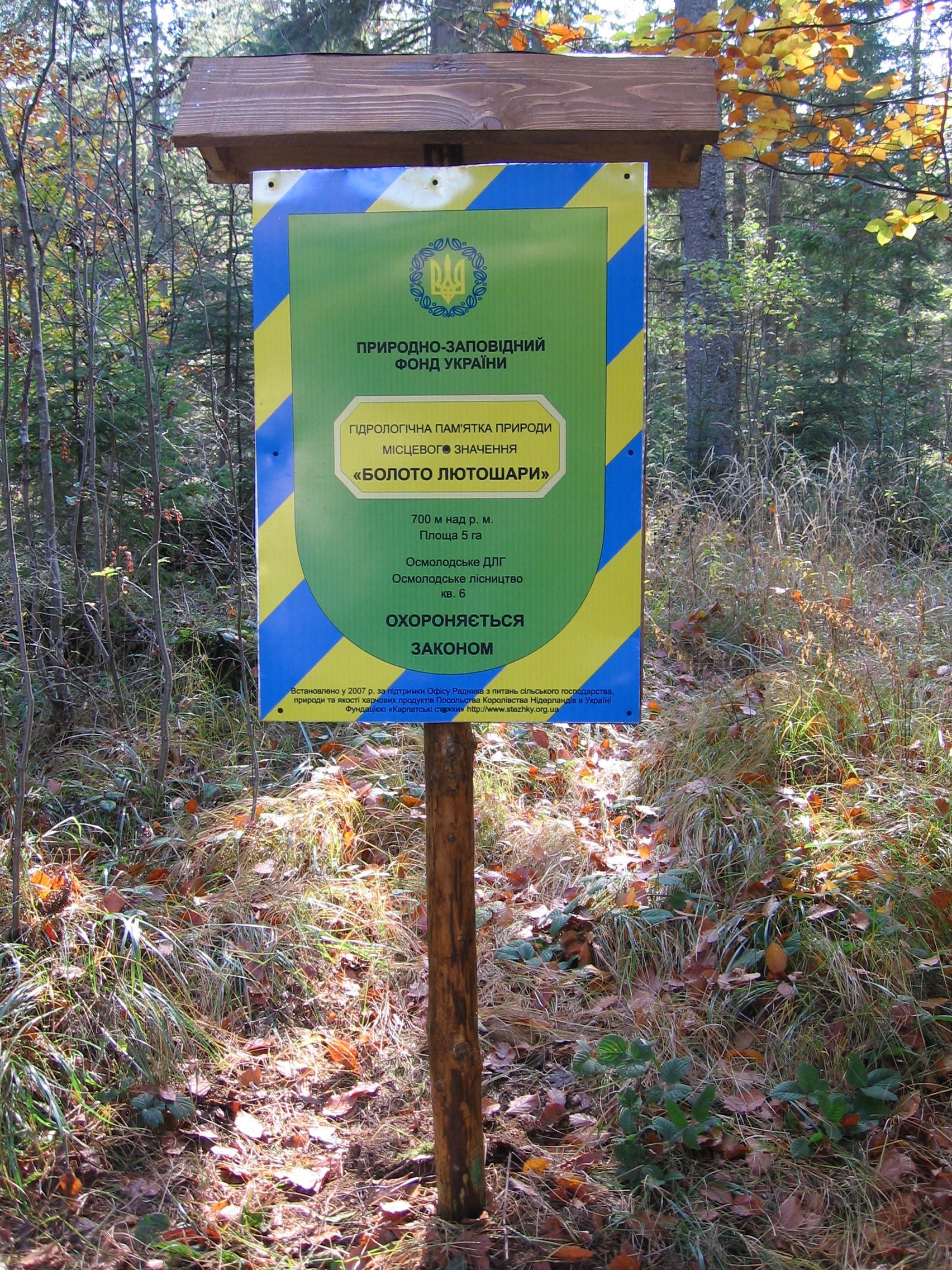
Охоронний знак

Рослинний покрив утворюють болотні та лучні угруповання. Болотні угруповання представлені ценозами вільхово-хвощово-осокової асоціації. Деревний ярус утворює вільха сіра заввишки 4—5 м, зімкненістю 0,2; в ярусі підліску невеликими плямами зростає верба попеляста. Основу трав'яного покриву складає хвощ річковий та осока здута з покриттям у 2—5%, виявлені також типові вологолюбні види — осока сірувата, осока чорна, комиш лісовий; поодиноко відзначені — пухівка багатоколоскова, скереда болотна; серед лучних видів — медова трава шерстиста, зозулин цвіт та деякі інші. Особливу цінність становлять місця зростання представників орхідних — любка зеленоквіткова, траунштейнера куляста, билинець комариний, які занесені до Червоної книги України. 
Лучні угруповання набувають тут мальовничого вигляду через квітуче різнотрав'я. Основу травостою утворюють лучні злаки та осоки, а саме пахуча трава звичайна та осока просоподібна, менше — щучник дернистий та медова трава шерстиста, значний домішок утворює дзвінець малий. Флористичне ядро в цих угрупуваннях утворюють типові лучні види. Серед рідкісних поодиноко відзначена арніка гірська, занесена до Червоної книги України. На прилеглому до підгірного болота схилі виявлена велика популяція цього виду та ціла низка інших червонокнижних орхідних: билинець комариний, траунштейнера куляста, пальчатокорінник травневий та зозулині сльози яйцеподібні. Зростає тут і типова карпатська рослина — фітеума колосиста.

## Фауна
У заростях вільхи сірої у великій кількості трапляються білокрилки. Ці дрібні комахи-шкідники подекуди повністю вкривають листа молодих дерев; ними живляться семикрапкові сонечка, кількість яких досягає 42—67 екз./кв.м. Цікавою є знахідка тут сонечка штрихувато-крапкового — виду, що рідко трапляється в цьому регіоні. 
Серед лучного різнотрав'я домінантами є різні види листоблішок (до 85 екз./кв.м), у меншій кількості (18—24 екз./кв.м) трапляються довгоносики родини «слоники» (домінував слоник-листогриз хвилястий). Листоїди луків представлені клітрою чотириплямистою та скритоголовом шестикрапковим. Родина пластинчастовусих представлена хрущиком садовим (7—15 екз./кв.м). Хижі жуки представлені турунами роду «бігуни» та м'якотілими. 
На квітучій лучній рослинності мешкають метелики: жовтець лучний, егерія. Ці види є характерними для Прикарпаття. Дуже цікавим є наявність жовтця торфяникового. Цей вид серед жовтців стоїть осторонь, оскільки є бореально-льодовиковим реліктом і через меліорацію трапляється дедалі рідше.

## Догляд
У 2007 році громадською організацією «Карпатські стежки» за сприяння Посольства Королівства Нідерландів в Україні було встановлено охоронний знак.